# Langdon, Kansas
Langdon är en ort i Reno County i Kansas. Vid 2010 års folkräkning hade Langdon 42 invånare.